# Elvdal
 Elvdal is een plaats in de Noorse gemeente Engerdal in fylke Innlandet. Het dorp ligt aan fylkesvei 581 en de rivier de Trysil in het zuiden van de gemeente. Het houten kerkje in het dorp dateert uit 1885. 